# Chondrorhyncha inedita
Chondrorhyncha inedita är en orkidéart som beskrevs av Robert Louis Dressler och Stig Dalström. Chondrorhyncha inedita ingår i släktet Chondrorhyncha och familjen orkidéer.
Artens utbredningsområde är Colombia. Inga underarter finns listade i Catalogue of Life.